# Гонсалес, Ева
Ева Гонсалес (фр. Eva Gonzalès; 19 апреля 1849, Париж — 5 мая 1883, там же) — французская художница, подруга и последовательница Эдуарда Мане, одна из четырёх «великих дам» импрессионизма.

## Биография
Ева Гонсалес родилась 19 апреля 1849 года в Париже. Выросла в музыкальной семье; её отец Эммануэль Гонсалес, испанец по происхождению, был писателем, а мать, родом из Бельгии, занималась музыкой. В салоне семьи бывали Теодор де Банвиль и директор газеты «Siècle» Филипп Журде.
В 1865 году в возрасте 16 лет Ева Гонсалес приступила к обучению графике и живописи в мастерской художника Шарля Шаплена, у которого обучались исключительно ученицы-женщины. В 1869 году она перешла в собственное ателье.
Благодаря Альфреду Стевенсу она познакомилась в 1869 году с Эдуардом Мане и стала его ученицей. К этому времени относится портрет Евы Гонсалес, написанный знаменитым художником, где она изображена сидя у мольберта с натюрмортом. В 1870 году она участвовала в Парижском салоне со своей картиной «Горнист», которая получила положительную критику. В этой картине, как и во многих других работах этого периода, отчётливо прослеживается влияние Мане. Для раннего этапа творчества художницы характерно преобладание тёмных цветов палитры и резкая контрастность. «Горнист» считается ответом Гонсалес на картину Мане «Курильщик». В течение последующих лет Ева Гонсалес регулярно принимала участие в Парижском салоне.
Во время франко-прусской войны и Парижской коммуны Ева Гонсалес находилась в Дьепе, где посвятила себя пейзажной живописи. К 1872 года она сумела создать свой собственный стиль, и её полотна стали красочнее. Хотя Еву Гонсалес и относят к импрессионизму, она не принимала участие ни в одной из групповых выставок этих художников. Ева Гонсалес часто писала женские портреты, а также натюрморты и пейзажи. Творчество Евы Гонсалес было также оценено Закари Астрюком и Эмилем Золя.
В 1879 году она сочеталась браком с другом Мане графиком Анри Гераром.
Сегодня одной из самых известных работ Евы Гонсалес является «Ложа в итальянском театре» (1874; Музей д'Орсе, Париж), которая «описывается как одна из самых провокационных картин своего времени...».

## Смерть
5 мая 1883 года Гонсалес умерла при родах в возрасте тридцати четырех лет от эмболии, через пять дней после смерти своего учителя Эдуарда Мане, в результате чего ее сын остался на воспитании отца и ее сестры Жанны, которая впоследствии стала второй женой Герара. После ее смерти выставки работ Гонсалес проходили в Салонах современной жизни (1885), Осенних салонах (1907), в нескольких галереях Парижа. Ее работы выставлялись в 1952 году в Национальном музее изящных искусств в Монте-Карло.

## Галерея

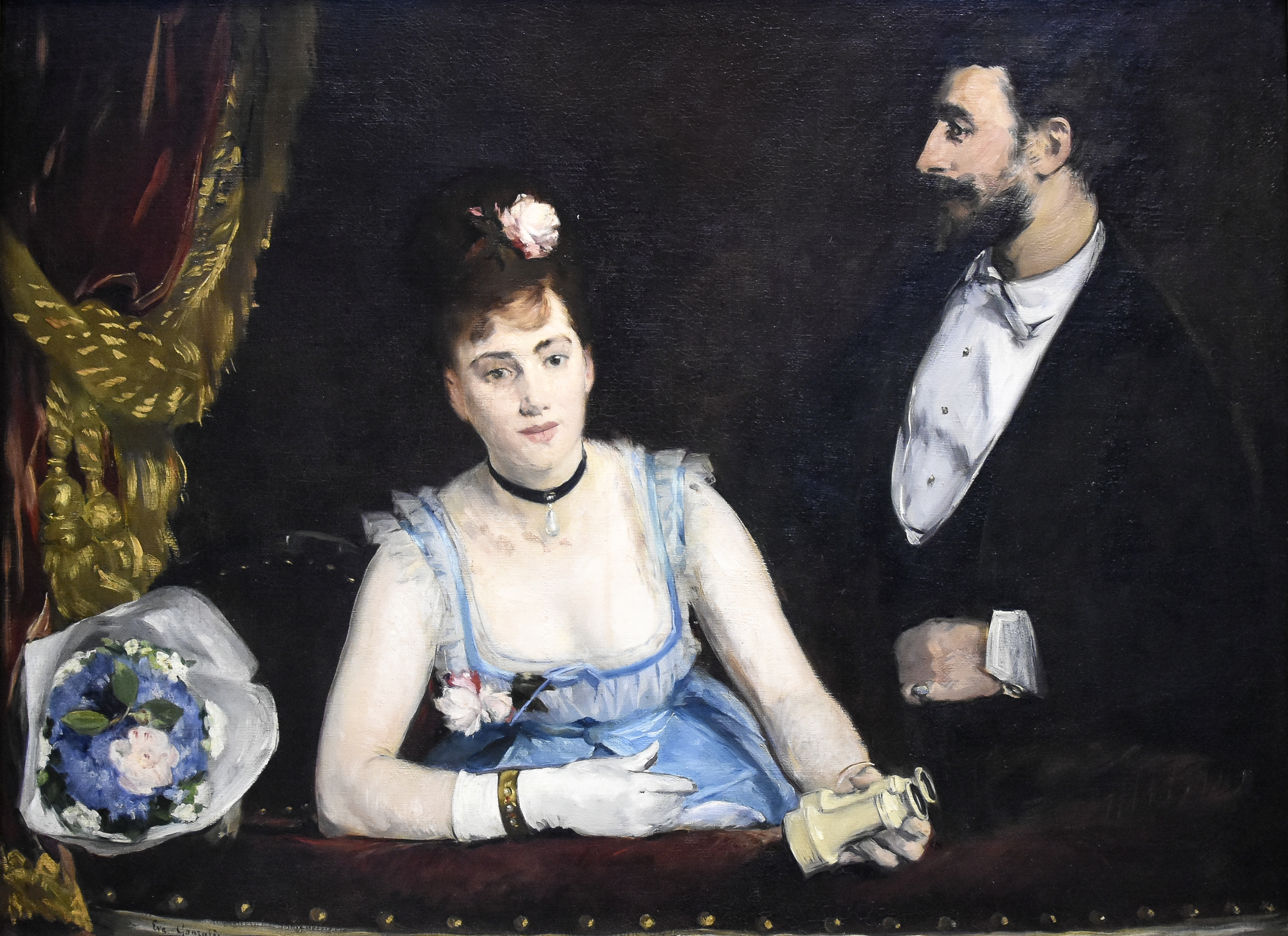
Ложа в итальянском театре, 1874

Некоторые работы
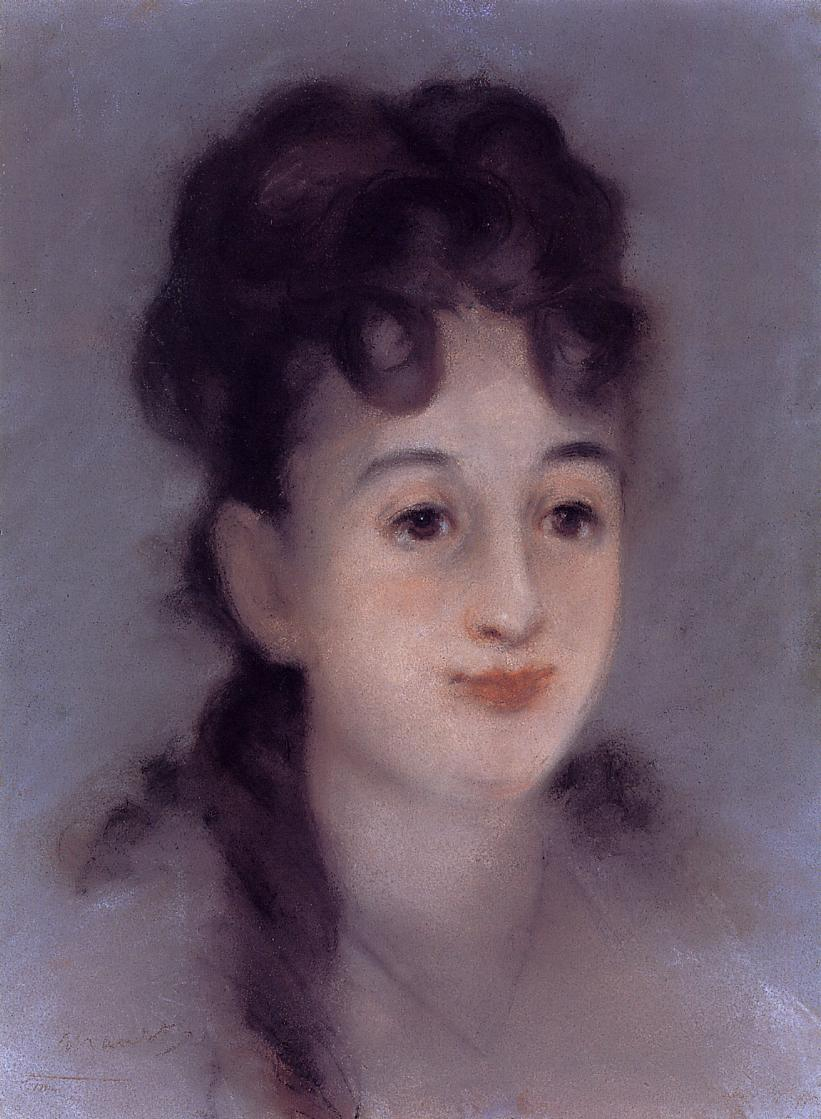
Портрет Гонсалес кисти Мане
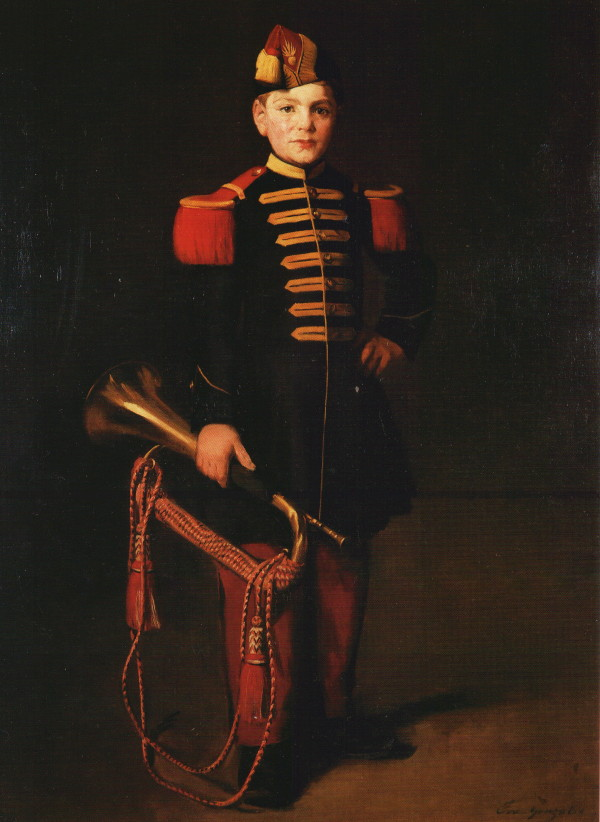
Горнист. 1870. Вильнёв-сюр-Ло
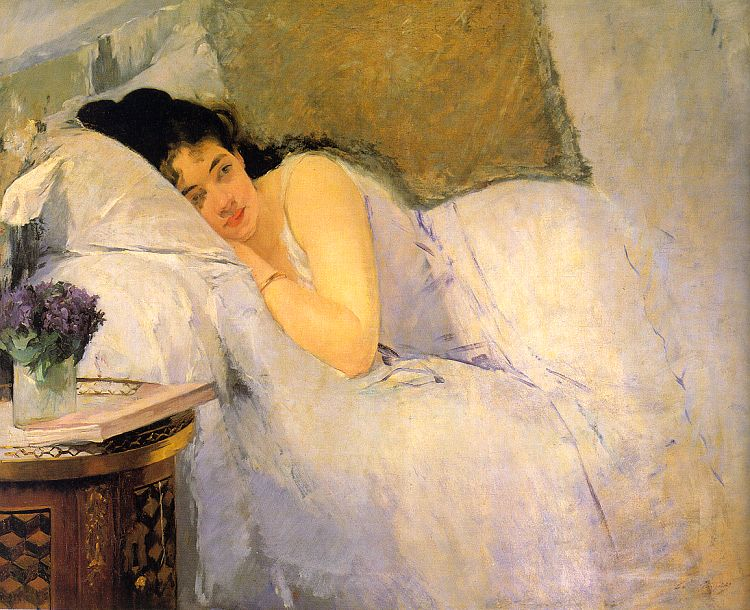
Утреннее пробуждение. 1876. Кунстхалле. Бремен
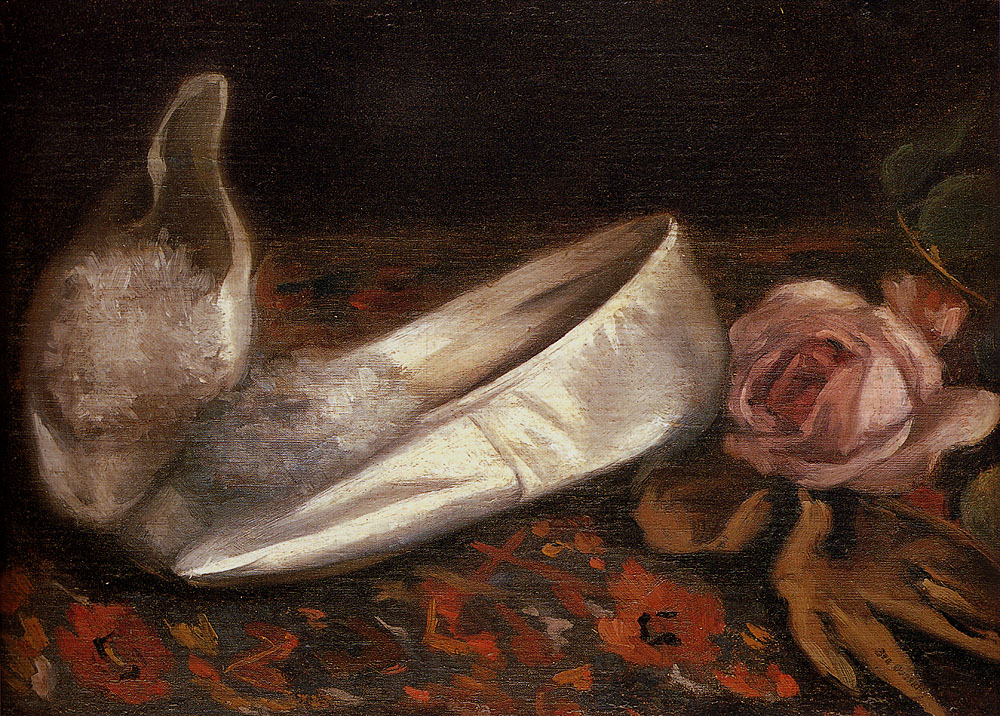
Белые туфли. 1879-1880. Частная коллекция